# Z 4 Richard Beitzen
Z 4 Richard Beitzen war einer von vier Zerstörern der Klasse Zerstörer 1934 der deutschen Kriegsmarine im  Zweiten Weltkrieg. Das Boot war benannt nach dem Kapitänleutnant Richard Beitzen, der als Chef der 14. Torpedobootshalbflottille im Ersten Weltkrieg fiel. 1937 in Dienst gestellt, kam die Richard Beitzen den ganzen Krieg über zum Einsatz, wurde nach dem Krieg Großbritannien zugesprochen und schließlich 1947 abgewrackt.

## Geschichte

### Vorkriegszeit
Am 17. Juli 1939 lag Z 4 bei schlechter Sicht auf Reede von Wilhelmshaven und wurde vom Flottenbegleiter F 7 am Heck gerammt. Die Schäden waren einen Monat später behoben.

### Kriegseinsätze
Z 4 Richard Beitzen führte bei Kriegsbeginn zahlreiche Minenunternehmungen in der Nordsee vor der britischen Küste durch. Am 22./23. Februar 1940 kam die Richard Beitzen als Teil der 1. Zerstörerflottille im Verband des F.d.Z. (Kommodore Bonte) mit fünf anderen Zerstörern beim Unternehmen Wikinger gegen britische Fischdampfer in der Nordsee zum Einsatz. Irrtümlich griffen He 111 der II./KG 26 die ausmarschierenden Zerstörer an und erzielten auf der Leberecht Maass drei Bombentreffer. Bei ihren Ausweichmanövern gerieten die Leberecht Maass und die Max Schultz in eine britische Minensperre und sanken nach Minentreffern. Nur 60 Mann der Leberecht Maass konnten gerettet werden, den Untergang der Max Schultz überlebte keiner. Insgesamt verloren 578 Besatzungsmitglieder ihr Leben.
Aus den Zerstörern, welche nicht versenkt wurden, wurde im Mai 1940 die 5. Zerstörerflottille aufgestellt und der Fregattenkapitän Alfred Schemmel wurde mit der Wahrnehmung der Geschäfte als Chef der Flottille beauftragt. Die Richard Beitzen kam zur 5. Zerstörerflottille.
Anschließend wurde die Richard Beitzen nach Brest in Frankreich verlegt, wo sie am 22. Oktober 1940 eintraf. Von Brest aus nahm Z 4 an Unternehmen in der Biscaya und im Ärmelkanal teil. Am 16. März 1941 wurde Z 4 zurück nach Kiel beordert, um überholt zu werden. Von dort wurde der Zerstörer im Juli 1941 nach Kirkenes in Norwegen verlegt und war dann am Überfall auf die sowjetische Besatzung der Insel Kildin beteiligt. Z 4 eskortierte im Januar 1942 das Schlachtschiff Tirpitz nach Norwegen. Am 25. Januar 1942 rettete die Besatzung von Z 4 188 Überlebende des Zerstörers Z 8 Bruno Heinemann, der beim Marsch nach Frankreich auf eine Mine gelaufen war.
Im Februar 1942 unterstützte Z 4 beim Unternehmen Cerberus den Kanaldurchbruch der Schlachtschiffe Scharnhorst, Gneisenau und des Schweren Kreuzers Prinz Eugen, nahm mit der Prinz Eugen am Unternehmen Sportpalast teil und war danach bis Januar 1943 in den Gewässern um Norwegen eingesetzt. Zusammen mit der Friedrich Eckoldt und der Erich Steinbrinck, ebenfalls Boote der 5. Zerstörerflottille, sicherte der Zerstörer am 17./18. August 1942 das Auslaufen der Admiral Scheer zu deren Unternehmen Wunderland gegen den sowjetischen Schiffsverkehr in der Karasee fast bis zur Bären-Insel.
Bis Oktober 1943 wurde Z 4 mehrere Monate in Kiel überholt, aber bereits am 27. Oktober wurde das Boot durch eine Grundberührung beschädigt und musste erneut repariert werden.
Bis kurz vor Kriegsende führte Z 4 Geleitaufgaben durch, bis es am 24. April 1945 durch einen Nahtreffer einer Fliegerbombe schwer beschädigt wurde. Der Zerstörer lief mit 15 Knoten in den Hafen von Oslo ein, wo die Besatzung am 9. Mai 1945 von der deutschen Kapitulation erfuhr.

### Nach dem Krieg
Die Richard Beitzen ging am 15. Januar 1946 als Kriegsbeute an Großbritannien. Das Boot erhielt zu Versuchen die Kennnummer H 97. 1946 musste es wegen eines verrotteten Schiffsbodens aufgesetzt werden. H 97 wurde 1947 ausgemustert und ab dem 10. Januar 1949 abgewrackt.

## Kommandanten
- Korvettenkapitän Hans-Joachim Gadow: von der Indienststellung bis Mai 1938
- Korvettenkapitän Moritz Schmidt: von Mai 1938 bis November 1939
- Fregattenkapitän Hans von Davidson: von November 1939 bis Januar 1943
- Fregattenkapitän Hans Dominik: von Januar 1943 bis Januar 1944
- unbesetzt
- Kapitänleutnant Walter Lüdde-Neurath (i. V.): von April 1944 bis Juni 1944
- Korvettenkapitän Rudolf Gade: von Juni 1944 bis September 1944
- Fregattenkapitän Helmut Neuss: von September 1944 bis Kriegsende